# Willi Vallendar
Willi Vallendar (* 30. Juli 1943 in Berlin) ist ein deutscher Jurist, der bis Juli 2008 Richter am Bundesverwaltungsgericht war, zuletzt als stellvertretender Senatsvorsitzender.

## Leben
Willi Vallendar studierte an der Universität zu Köln Rechtswissenschaft und schloss das Studium 1967 mit dem Ersten Juristischen Staatsexamen ab. 1971 folgte das Zweite Juristische Staatsexamen. Er begann anschließend seine Richterlaufbahn am Verwaltungsgericht Köln als Richter auf Probe und wurde 1974 zum Richter auf Lebenszeit und zum Richter am Verwaltungsgericht Köln ernannt. 1978 wurde er nach Bonn in das Bundesinnenministerium als wissenschaftlicher Mitarbeiter abgeordnet. Nachdem er dort ein Jahr tätig gewesen war, wurde er an das Oberverwaltungsgericht für das Land Nordrhein-Westfalen abgeordnet, wo er dann im Juni 1979 zum Richter am Oberverwaltungsgericht ernannt wurde.
Im Oktober 1993 wurde Willi Valendar zum Richter am Bundesverwaltungsgericht ernannt. Er gehörte zunächst dem 3. Revisionssenat an, der sich unter anderem mit dem Recht des Lastenausgleichs, dem Recht der Besatzungsschäden, dem Rechtsgebiet des Währungsausgleichs und dem Gesundheitsverwaltungsrecht befasste. Im Januar 1995 wechselte er in den 11. Revisionssenat, der sich mit Flurbereinigungsrecht, Atomrecht, das Straßen- und Wegerecht, dem Recht des Baues von Wasserstraßen und dem Erschließungs- sowie das Erschließungsbeitragsrecht zu befassen hatte. Anfang 2001 wurde der 11. Senat aufgelöst und Vallendar wechselte in den 9. Revisionssenat, der die Aufgaben des ehemaligen 11. Senates übernahm. Vom Juli 2004 bis zum Juni 2007 gehörte er auch dem 10. Revisionssenat an und wurde im Oktober 2004 zum stellvertretenden Vorsitzenden beider Senate ernannt. Im Juni 2007 wurden der 9. und der 10. Senat des Bundesverwaltungsgerichtes zusammengelegt. Ende Juli 2008 trat er in den Ruhestand. Er wurde von Naturschutzverbänden dem gemäßigteren Flügel des 9. Revisionssenates in umweltrechtlichen Fragestellungen zugerechnet.
Neben einem maßgeblichen Einfluss auf die höchstrichterliche Rechtsprechung des Bundesverwaltungsgerichtes nahm er auch als Mitherausgeber und Autor von Kommentaren zum Bundes-Immissionsschutzgesetz, Allgemeinen Eisenbahngesetz und zum Personalvertretungsrecht Einfluss auf die Rechtsentwicklung.